# Куцање
Куцање или типкање је процес писања или уноса текста притиском на тастере на писаћој машини, тастатури рачунара, мобилном телефону или калкулатору. Разликује се од других начина уноса текста, попут писања руком и препознавања говора. Текст може бити у виду слова, бројева и других симбола. Прва дактилографкиња на свету била је Лилијан Шоулс (енгл. Lillian Sholes) из Висконсина, ћерка Кристофера Шоулса (енгл. Christopher Sholes), која је изумела прву практичну писаћу машину.
Провера правописа и аутоматско довршавање, функције корисничког интерфејса, служе за олакшавање и убрзавање куцања и за спречавање или исправљање грешака које дактилограф може да направи.